# Calothamnus roseus
Calothamnus roseus är en myrtenväxtart som beskrevs av Alexander Segger George. Calothamnus roseus ingår i släktet Calothamnus och familjen myrtenväxter. Inga underarter finns listade i Catalogue of Life.